# Diego Viana
Diego Sehnem Viana (* 5. Mai 1983 in Feliz) ist ein ehemaliger brasilianischer Fußballspieler.

## Karriere

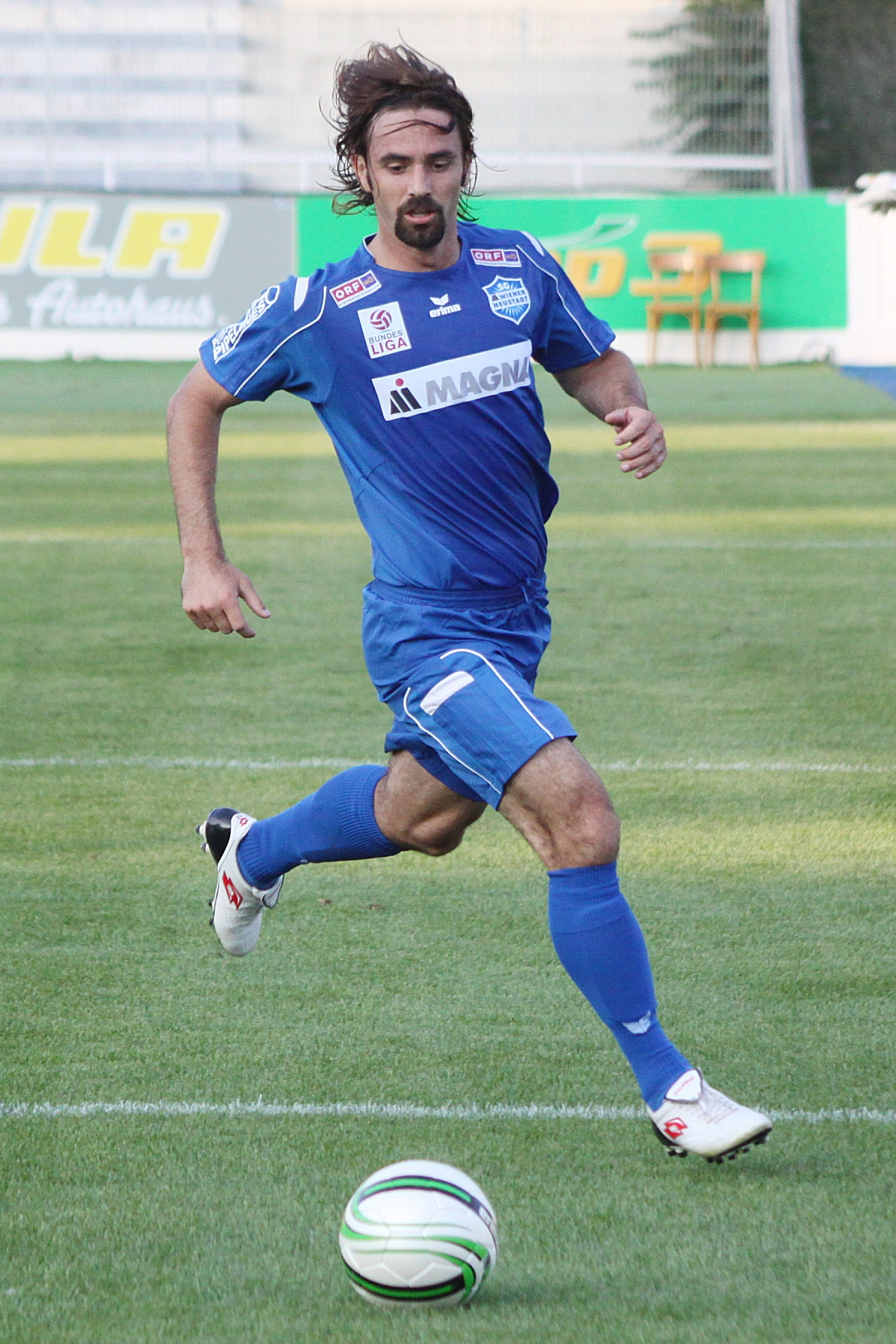
Diego Viana im Trikot von Wiener Neustadt

Diego Viana begann seine Profi-Karriere bei Avaí FC, einem brasilianischen Fußballverein aus Florianópolis in Santa Catarina.
2004 kam er zum CA Metropolitano, von wo aus er zuerst nach Dänemark zu Esbjerg fB und in Folge nach Österreich zum FC Lustenau 07 verliehen wurde. Nach 38 Toren in 30 Spielen für Lustenau wurden mehrere höherklassige Vereine auf ihn aufmerksam und es folgte der Wechsel nach Deutschland zu Greuther Fürth. Im Frühjahr 2007 kam es zu einem halbjährigen Intermezzo beim Wiener Sportklub, ehe er zum SV Grödig wechselte.
2009 nach dem Torschützenkönig und dem Abstieg aus der Ersten Liga wechselte Viana zum Aufsteiger in die Bundesliga zur Saison 2009/10 FC Magna Wiener Neustadt. Bei Magna übernahm er meistens die Rolle auf der Bank und kam nur sporadisch zum Einsatz.
Nachdem im Herbst 2010 Frank Stronach den Ausstieg bei Wr. Neustadt bekannt gab, wechselte Diego wieder zurück nach Salzburg zum SV Grödig. Im Juni 2012 wechselte er nach Brasilien zur Associação Portuguesa de Desportos, wo er im Campeonato Brasileiro de Futebol gegen FC São Paulo debütierte.

## Erfolge
- Meister Regionalliga West: 2005/06 mit dem FC Lustenau 07, 2007/08 mit dem SV Grödig
- Meister Campeonato Paulista – Série A2: 2013

## Auszeichnungen
- Torschützenkönig der Regionalliga West: 2005/06 (38 Tore), 2007/08 (35 Tore)
- Torschützenkönig der Ersten Liga: 2008/09 (20 Tore)
- VdF-Fußballer des Jahres in der Ersten Liga: 2009